# 三菱電機インフォメーションシステムズ
三菱電機インフォメーションシステムズ株式会社（みつびしでんきインフォメーションシステムズ、英: Mitsubishi Electric Information Systems Corporation、略称：MDIS）は、かつて存在した情報通信サービスの提供を主な事業としていた三菱電機傘下の企業。

## 沿革
- 2001年
  - 4月 - 三菱電機株式会社情報システム事業部門と三菱電機システムウェア株式会社が統合し、三菱電機インフォメーションシステムズ株式会社として発足。
  - 6月 - ISO 9001マネージメントシステムを取得。
- 2002年12月 - ソフトウェア-CMMレベル3を公共システム事業部門で取得。
- 2004年
  - 2月 - ISMS認証をネットワーク・セキュリティ分野、ITシステム分野で取得。
  - 10月 - プライバシーマークを全社で取得。
- 2006年
  - 3月 - 公共システム事業分野でCMMIレベル5（CMMI最上位）を取得。
  - 12月 - ISMS認証を全営業部門および全システム部門で取得[2]。
- 2011年1月 - 後述の個人情報流出問題に関連しプライバシーマーク認定の二ヶ月間停止[3]。
- 2021年10月 - 不正アクセスにより顧客の情報が流出[4]。
- 2025年4月1日 - 三菱電機インフォメーションネットワーク、三菱電機ITソリューションズと共に三菱電機デジタルイノベーションへ統合[5]。

## 問題
MDISが開発し全国の図書館に納品したシステムに関する問題が、2010年に入り相次いで発覚していた。

### アクセス障害
MDISが岡崎市立中央図書館に納入した蔵書検索システムについて、2010年3月頃から断続的にアクセス障害が発生。その後同年5月に、同システムに対し自動アクセスするクローラを作成・実行していた男性が逮捕され起訴猶予処分で釈放される事態となった。
本来はシステム障害に分類される問題に対し愛知県警では男性に対し偽計業務妨害容疑での捜査を行ったこと、MDIS側がシステム障害の存在を認知していながらも同図書館に対する通知や改修等を行っていなかったことなど、本件に関しては様々な問題が指摘されている。

### 個人情報・プログラム漏洩
2010年9月には、岡崎市立中央図書館の利用者の個人情報がMDISがシステムを納品している他の図書館のシステムに混入・流出していたこと、さらにプログラム自体もインターネット上でダウンロード可能な形で公開されていたことが発覚し、MDISでは謝罪を行う事態となった。さらに同月に宮崎県えびの市のえびの市民図書館の利用者情報が、同年10月には東京都中野区の中野区立図書館の利用者情報も同様の原因で外部に流出していたことが明らかになっている。
本件に関しては、岡山市の図書館のWebサイトに相模原市の図書館のページが混入していたなど、一部の図書館のWebサイトにおいて不適切なデータの混入があったことが確認されていることから、そもそもMDISがプログラムのパッケージ管理を適切に行っておらず、同社がある自治体に納入した図書館システムのプログラム・データ類を別の自治体の図書館システムにそのままコピーして使用していた（従って自治体固有のデータ・利用者情報などもシステム内に残されたままとなる）のではないかという疑いも提起されている。